# Rally Dakar 1990
Il Rally Dakar 1990 è stata la 12ª edizione del Rally Dakar (partenza da Parigi, arrivo a Dakar).

## Tappe
Nelle 23 giornate del rally raid furono disputate 18 tappe ed una serie di trasferimenti (11.420 km), con 18 prove speciali per un totale di 8.564 km.

## Classifiche

### Moto
Hanno finito la gara 46 delle 136 moto iscritte.
| Pos. | Pilota              | Mezzo  |
| ---- | ------------------- | ------ |
| 1    | Edi Orioli          | Cagiva |
| 2    | Carlos Mas          | Yamaha |
| 3    | Alessandro De Petri | Cagiva |
| 4    | Thierry Magnaldi    | Yamaha |
| 5    | Franco Picco        | Yamaha |
| 6    | Gilles Picard       | Yamaha |
| 7    | Jordi Arcarons      | Cagiva |
| 8    | Luigi Medardo       | Gilera |
| 9    | Gaston Rahier       | Suzuki |
| 10   | Sergio Gil Moreno   | Yamaha |

### Auto
Hanno finito la gara 64 delle 236 auto iscritte.
| Pos. | Equipaggio                             | Mezzo       |
| ---- | -------------------------------------- | ----------- |
| 1    | Ari Vatanen / Bruno Berglund           | Peugeot     |
| 2    | Björn Waldegård / Fenouil              | Peugeot     |
| 3    | Alain Ambrosino / Alain Baumgartner    | Peugeot     |
| 4    | Andrew Cowan / Christian Delferrier    | Mitsubishi  |
| 5    | Kenjirō Shinozuka / Henri Magne        | Mitsubishi  |
| 6    | Jean-Jacques Ratet / Michel Vantouroux | Toyota      |
| 7    | Jacky Ickx / Christian Tarin           | Lada        |
| 8    | Joan Porcar / Rosendo Tourinan         | Nissan      |
| 9    | Raoul Raymondis / Patrick Destaillats  | Range Rover |
| 10   | Hiroshi Masuoka / Jean-Paul Oligo      | Mitsubishi  |

### Camion
| Pos. | Pos. (auto) | Equipaggio                                | Mezzo    |
| ---- | ----------- | ----------------------------------------- | -------- |
| 1    | 16º         | Giorgio Villa / Giorgio Delfino / Vinante | Perlini  |
| 2    | 18º         | Jacques Houssat / De Saulieu / Botaro     | Perlini  |
| 3    | 33º         | Zdeněk Kahánek / Havlik / Krpec           | Tatra    |
| 4    | 36º         | Karel Loprais / Stachura / Much           | Tatra    |
| 5    | 55º         | Jean-Paul Bosonnet / Moncere / Bonnaire   | Mercedes |
| 6    | 56º         | Gilbert Versino / Delavembre / Gimbre     | Mercedes |
| 7    | 60º         | Gustave Brault / Levoivenel / Groussard   | Mercedes |
| 8    | 65º         | Bernard Malferiol / Couillault / Chapelle | Mercedes |
| 9    | 72º         | Claude Brubach / Volabel / Chambon        | Mercedes |
| 10   | 73º         | Cesare Dell'Anna / Darin / Puppe          | Mercedes |